# Coquifrankolin
Der Coquifrankolin (Campocolinus coqui, Syn.: Francolinus coqui, Peliperdix coqui) ist eine Vogelart aus der Familie der Fasanenartigen (Phasianidae).

## Merkmale
Die Geschlechter unterscheiden sich deutlich in der Färbung. Die Hähne haben einen rotbraunen Scheitel, über den Augen und dem Schnabel sowie an Kinn und Kehle, Wangen, Nacken und den Seiten des Halses sind sie goldgelb. Unter- und Hinterhals sind schwarz-weiß gestreift. Die Oberseite weist ein deutliches Wachtelmuster auf, die Unterseite ist hellgelb mit schwarzen Streifen. Die Schwanzfedern sind rostig-gelb.
Die Hennen haben einen graubraunen Scheitel und ein hellgelbes Gesicht. Ein schwarzweiß gestrichelter Streifen zieht sich von den Augenbrauen über die Schläfen und endet auf den Seiten des Halses. Ein gleicher Streifen verläuft vom Schnabelwinkel abwärts. Die Kehle ist weiß, Hals, Brust und Oberseite sind rotbraun, die Federn haben weiße Schäfte. Die Unterseite ist mattgelb und hat schwarze Streifen.

## Verbreitung
Der Coquifrankolin ist unregelmäßig vom nördlichen Mauretanien bis ins südliche Afrika verbreitet. Er bewohnt hauptsächlich Graslandschaften, Steppen, Savannen und trockenes Buschland, aber auch lichtes Waldgebiet und Getreidefelder. Auf Hochplateaus lebt er bis in 2000 Meter Höhe.

## Lebensweise
Der Coquifrankolin hält sich meist am Boden auf und ernährt sich von unterschiedlichen Insekten und Samen. Während der Paarungszeit stoßen die Hähne einen lauten Ruf „Terr, ink, ink, terra, terra terra“ aus, der entfernt dem Klang einer Kindertrompete ähnelt. Das Gelege besteht aus 4–5 Eiern. Sind die Küken geschlüpft, schließen sich mehrere Paare mit ihren Küken zu kleinen Trupps zusammen.